# Кубок Шотландии по волейболу среди женщин
Кубок Шотландии по волейболу среди женщин — ежегодное соревнование женских волейбольных команд Шотландии. Проводится с 1973 года.

## Формула соревнований
Соревнования состоят из предварительного (группового) этапа и плей-офф. Победители полуфинальных матчей в финале определяют обладателя Кубка. 

## Победители[1]
| - 1973 «Дэлцил» Мотеруэлл - 1974 «Котбридж YMCA» Котбридж - 1975 «Котбридж YMCA» Котбридж - 1976 «Котбридж YMCA» Котбридж - 1977 «Котбридж YMCA» Котбридж - 1978 «Телфорд» Эдинбург - 1979 «Трун» - 1980 «Трун» - 1981 «Уитберн» - 1982 «Телфорд» Эдинбург - 1983 «Телфорд» Эдинбург - 1984 «Телфорд» Эдинбург - 1985 «Телфорд» Эдинбург - 1986 «Провинсл Иншурэнс» - 1987 «Провинсл Иншурэнс» - 1988 «Провинсл Иншурэнс» - 1989 «Эдскрин Кайл» Эр - 1990 «Эдскрин Кайл» Эр - 1991 «Эдинбург Джетс» Эдинбург - 1992 «Пауэрхаус Кардиналс» Глазго - 1993 «Компонентс Бюро» - 1994 «Пауэрхаус Кардиналс» Глазго - 1995 «Эдинбург Джетс» Эдинбург - 1996 «Эдинбург Джетс» Эдинбург - 1997 «Хазлхид» Абердин - 1998 «Эдинбург Джетс» Эдинбург | - 1999 «Хазлхид» Абердин - 2000 «Хазлхид» Абердин - 2001 «Трун» - 2002 «Трун» - 2003 «Фолкерк Колледж» Фолкерк - 2004 «Трун» - 2005 «Сити оф Эдинбург» - 2006 «Сити оф Эдинбург» - 2007 «Сити оф Эдинбург» - 2008 «Трун, Престуик энд Эр» - 2009 «Трун, Престуик энд Эр» - 2010 «Трун, Престуик энд Эр» - 2011 «Трун, Престуик энд Эр» - 2012 «Сити оф Эдинбург» - 2013 «Сити оф Эдинбург» - 2014 «Эдинбург Джетс» Эдинбург - 2015 «Сити оф Эдинбург» - 2016 «Сити оф Эдинбург» - 2017 «Су Рагацци» Глазго - 2018 «Су Рагацци» Глазго - 2019 «Су Рагацци» Глазго - 2020 турнир не завершён - 2021 турнир отменён - 2022 «Юнивёрсити оф Эдинбург» - 2023 «Сити оф Эдинбург» - 2024 |